# Liste der Mitglieder der Waldecker Landesvertretung 1925–1929
Diese Liste nennt die Mitglieder der Waldecker Landesvertretung 1925 bis 1929. Zu den 1922 gewählten Abgeordneten siehe die Liste der Mitglieder der Waldecker Landesvertretung 1922–1925, zu den 1919 gewählten Abgeordneten die Liste der Mitglieder der Verfassungsgebenden Waldeck-Pyrmonter Landesvertretung.
Mit dem Ausscheiden Pyrmonts beschloss die Verfassungsgebende Waldeck-Pyrmonter Landesvertretung die neue Waldecker Wahlordnung vom 15. März 1922. Die Waldecker Landesvertretung bestand nun aus 17 Abgeordneten, die in einem Wahlkreis gewählt wurden.

## Liste der Abgeordneten
Die so bestimmten Abgeordneten waren: 
| Abgeordneter       | Partei           | Anmerkungen       |
| ------------------ | ---------------- | ----------------- |
| Heinrich Bräutigam | SPD              |                   |
| Karl Dietrich      | SPD              |                   |
| Heinrich Kramer    | SPD              | Bis Dezember 1925 |
| Joseph Arend       | SPD              | Ab Dezember 1925  |
| Jakob Euler        | DDP              |                   |
| Philipp Krummel    | DNVP             |                   |
| Friedrich Schalk   | DNVP             |                   |
| Oswald Waldschmidt | DNVP             |                   |
| Georg Hänel        | Handwerkerbund   |                   |
| Hugo Kalbe         | Handwerkerbund   |                   |
| Karl Hartwig       | Landbund         |                   |
| Heinrich Knocke    | Landbund         |                   |
| Ludwig Ritte       | Landbund         |                   |
| Karl Schnaar       | Landbund         |                   |
| Heinrich Schüttler | Landbund         | Vizepräsident     |
| Heinrich Stremme   | Landbund         |                   |
| Wilhelm Zobel      | Landbund         |                   |
| Oskar Varnhagen    | Mittelstandsbund |                   |